# Ромбеж (Плонський повіт)
Ромбеж (пол. Rąbież) — село в Польщі, у гміні Нарушево Плонського повіту Мазовецького воєводства.
Населення — 84 особи (2011).
У 1975-1998 роках село належало до Цехановського воєводства.

## Демографія
Демографічна структура станом на 31 березня 2011 року:
|          | Загалом | Допрацездатний вік | Працездатний вік | Постпрацездатний вік |
| -------- | ------- | ------------------ | ---------------- | -------------------- |
| Чоловіки | 50      | 9                  | 36               | 5                    |
| Жінки    | 34      | 3                  | 25               | 6                    |
| Разом    | 84      | 12                 | 61               | 11                   |